# François Antoine Babuty-Desgodets
François Antoine Babuty-Desgodets, à sa naissance François Antoine Babuty, est un expert des bâtiments, architecte du Garde-meuble du roi, né à Paris, probablement le 6 mars 1716, et mort dans la même ville le 15 septembre 1766.

## Biographie
François Antoine Babuty est le fils de François Babuty (1683-1768), libraire proche des Jansénistes, marié depuis le 23 juillet 1715 avec Marguerite Desgodets, fille d'Antoine Desgodets. Marguerite Desgodets meurt le 6 mars 1716, très probablement à la naissance de son fils. Il est baptisé le 27 mai 1716 dans la paroisse Saint-Benoît-le-Bétouné, avant d'être placé en nourrice. François Babuty s'est remarié, le 17 août 1718, avec Marie Anne Réal.
François Babuty a décidé de confier l'éducation de son fils à son grand-père, Antoine Desgodets qui est aussi son tuteur. Le 20 novembre 1718, Antoine Desgodets et sa femme, Madeleine Gougeon de La Baronnière, accueillent chez eux leur petit-fils. Il y a reçu l'enseignement de son grand-père. Antoine Desgodets meurt en 1728. Les dispositions testamentaires d'Antoine Desgodets et son épouse, rédigées le 24 juin 1727, font de François Antoine Babuty leur héritier pour un tiers de leurs biens. Il devient majeur en 1741. Le 7 juillet 1741, il signe le compte de tutelle et liquidation et refuse la communauté de biens de sa mère à cause d'une erreur de calcul de son père, mais il hérite de 20 031 livres.
À la mort de son grand-père, Antoine François Babuty n'a que douze ans mais il a dû lui donner le goût de l'architecture. Par ailleurs, il a voulu rendre hommage à son grand-père en se faisant appeler François Antoine Babuty Desgodets, lui permettant aussi de se faire rapidement connaître comme l'avait fait avant lui Jules Hardouin-Mansart.
Il a travailler pour la comtesse de Dorval car il donne quittance de ses « honoraires, vérification calcul et réception d'un mémoire de menuiserie à l'hôtel de Sully » pour des travaux réalisés entre 1740 et 1745. Il signe la quittance avec le nom de Babuty Desgodetz.
En 1744, il a achet l'office d'expert priseur et arpenteur juré de la ville de Paris de l'entrepreneur Gabriel Joseph Roussin.
Il se marie en 1748 avec Marie Thérèse Jourdain, fille d'un marchand bourgeois de Paris. Parmi les 32 témoins, essentiellement des membres de sa famille, des cousins comme le sculpteur Paul-Ambroise Slodtz et l'architecte Louis Richard. Il n'y a pu eu d'enfants de son mariage. Le couple s'est installé dans la paroisse de Saint-Germain-l'Auxerrois, rue Bertin Poirée.
On ne connaît pas précisément ses réalisations architecturales. Son inventaire après décès cite la direction de plusieurs chantiers de maisons particulières, à Paris. En 1760, il a participé à l'expertise, avec d'autres confrères, du clocher de l'église de Drancy. Il a réalisé d'autres expertises. C'est au début des années 1760 qu'il a obtenu l'office d'architecte du Garde-meuble. À sa mort, le Garde-meuble lui doit encore 2 250 livres.
Il a construit deux maisons pour Charles Oblin, spéculateur qui a fait réaliser la Halle aux blés par l'architecte Nicolas Le Camus de Mézières. À partir de 1762 il a participé au lotissement de l'hôtel de Soissons sur « les ordres et conduites de M. Le Camus de Mézière, architecte du roy ».
Pour le compte de la compagnie des experts jurés, il a assuré avec Le Camus de Mézières une expertise à la demande l'administration de l'École royale militaire sur des bois viciés mis en place sept ans plus tôt. La compagnie des experts jurés a jugé ce rapport digne d'être publié.

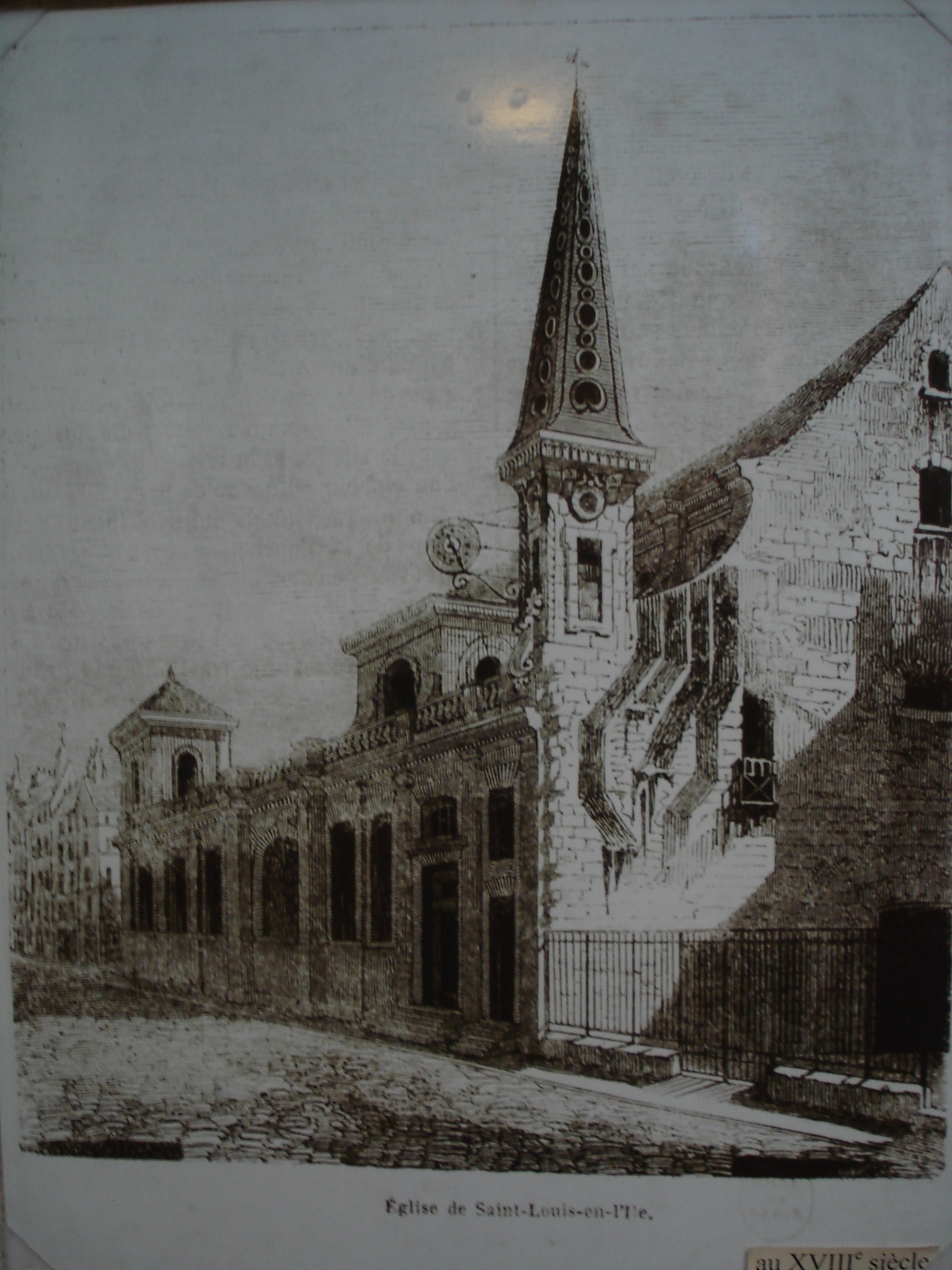
L'église Saint-Louis-en-l'Île au XVIIIe siècle

Il est l'architecte du clocher de l'église Saint-Louis-en-l'Île. Le 21 décembre 1763, les anciens marguilliers, le curé et les marguilliers en charge décident de l'emplacement du nouveau clocher de l'église. Les 11 et 13 mai 1764, un contrat est passé entre, d'une part, le curé Jean Thomas Aubry et trois marguilliers en charge, et, d'autre part, le maçon Guillaume Caillou, le charpentier Jean Girardin, et le serrurier Denis Pierre Herville. À ce contrat sont annexés plusieurs dessins de l'ancien et du nouveau clochers. La date de fin de la construction était donnée par l'inscription, aujourd'hui disparue : « Pietatis monumentum Deo opt. Max. Erectum Anno MDCCLXV ». Le clocher peut être rapproché de celui de l'église Saint-Martin-in-the-Fields de Londres.
En juin 1766, il lit devant l'Académie royale d'architecture un mémoire sur « La solidité œconomique dans la refente méplatte des bois de construction » qui était extrait du manuscrit d'un traité conservé aujourd'hui à l'École des ponts et chaussées dont il avait terminé la rédaction lt 18 août 1766. Sa mort, le 15 septembre, n'a pas permis sa publication.
En 1782, Nicolas Le Camus de Mézières lui a rendu hommage dans la préface de son livre Traité de la force des bois

## Publications
- François Antoine Babuty Desgodetz et Nicolas Le Camus de Mézières, Dissertation de la Compagnie des architectes-experts des bâtimens à Paris, en réponse au mémoire de M. Paris du Verney, conseiller d'État, intendant de l'École royale militaire, sur la théorie et la pratique des gros bois de charpente, dans leur exploitation & dans leur emploi, Paris, chez Babuty fils libraire, 1763 (lire en ligne)